# Estado de Bell

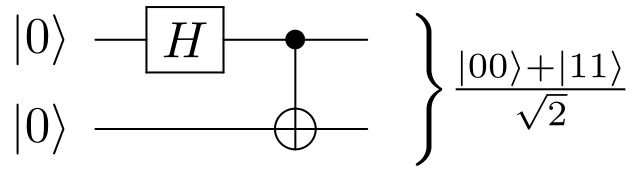
Criação do par de Bell a partir de dois estados quânticos isolados.

Os estados de Bell são um conceito na ciência da informação quântica e representam os mais simples exemplos de emaranhamento. Eles são nomeados após John S. Bell , porque eles estão presentes na famosa desigualdade de Bell. Um par EPR é um par de qubits (ou quantum bits), que estão em um estado juntos, isto é, que se confundem um com o outro. Ao contrário dos  fenômenos clássicos, tais como campos nucleares, eletromagnéticos e gravitacionais, o emaranhamento é invariante sob a distância de separação e não está sujeito a limitações relativistas, tais como a velocidade da luz (embora o teorema de não-comunicação impede que este comportamento seja usado para transmitir informações mais rápido do que a luz, o que violaria a causalidade).

## Os estados de Bell
Os estados de Bell são quatro estados quânticos específicos maximamente emaranhados, Estado quântico de dois qubits.
O grau para o qual um estado em um sistema quântico composto de duas "partículas" é emaranhado, é medido pela entropia de Von Neumann de qualquer um dos dois operadores densidade reduzidos do estado. A entropia de Von Neumann de um estado puro é zero, especificamente para os estados de bell, que são estados específicos puros. Mas a matriz densidade 2x2  correspondente aos estados de Bell pode ser formado como de costume, e a entropia de von Neumann, de este operador densidade de estados de Bell é positiva e máxima, se a matriz não degenerar para um projetor.
Os qubits são geralmente pensados para ser separados espacialmente. No entanto, eles apresentam perfeita correlação que não pode ser explicado sem a mecânica quântica.
Para explicar isso, é importante, primeiro, enxergar o estado de Bell :
Esta expressão significa o seguinte: o qubit realizado por Alice (o índice "A") pode ser 0, bem como 1. Se Alice mediu seu qubit na base standard o resultado seria perfeitamente aleatório, qualquer possibilidade tem probabilidade 1/2. Mas se o Bob, em seguida, mediu seu qubit, o resultado seria o mesmo que Alice obteve. Assim, se Bob mediu, ele também obteria um resultado aleatório na primeira vista, mas se Alice e Bob se comunicaram,  iriam descobrir que, apesar de os resultados pareciam aleatórios, eles são correlacionados.
Até agora, isso não é nada especial: Talvez, as duas partículas "concordaram" com antecedência, quando o par foi criado (antes de que os qubits foram separados), resultado que eles mostrariam no caso de uma medição.
Daí,  Einstein, Podolsky e Rosen em 1935, em seu famoso "artigo EPR", há algo que falta na descrição do par de qubit  dado acima—a saber, este "acordo", chamado mais formalmente, uma variável oculta.
Mas a mecânica quântica permite os qubits estar em superposição quântica—i.e. em 0 e 1 ao mesmo tempo—o que é, uma combinação linear de dois estados clássicos—por exemplo, os estados  ou . Se Alice e Bob escolhem medir nesta base, ou seja, verificar se o qubit foi  ou , eles iriam encontrar as mesmas correlações acima. Isso é porque o estado de Bell pode formalmente ser reescrito da seguinte maneira:
Note que esse ainda é o mesmo estado.
 Em seu famoso artigo de 1964, John S. Bell mostrou usando argumentos simples da teoria das probabilidades que essas correlações (uma para a base 0,1 e uma outra para a base +, -) não podem ser ambos feitos perfeitamente pela utilização de qualquer "pré-acordo" armazenado em algumas variáveis escondidas, mas essa mecânica quântica prediz correlações perfeitas. Em uma formulação mais formal e refinada conhecida como a desigualdade de Bell-CHSH, mostra-se que uma determinada medida de correlação não pode exceder o valor 2  se assumir que a física respeita as limitações de uma teoria de "variáveis ocultas" local (um tipo de formulação  de senso comum  de como a informação é transmitida), mas certos sistemas permitidos na mecânica quântica pode atingir valores tão altos como 2 {\ sqrt {2}}.

Quatro estados específicos de dois qubits com o valor máximo de 2 {\ sqrt {2}} são designados como "estados de Bell". Eles são conhecidos como os quatro estados de  Bell de dois qubit maximamente emaranhados , e eles formam uma base conveniente para o espaço de Hilbert  de dois qubits:

## Medição de Bell
A medição de Bell é um conceito importante na ciência da informação quântica: É uma medição mecâno-quântica conjunta  de dois qubits, que determina em qual dos quatro estados de Bell o estado se encontra.
Se os qubits não estavam em um estado de Bell antes, eles se projectam num estado de Bell (de acordo com a regra de projeção das medições quânticas), e como os estados de Bell são emaranhados, uma medição de Bell é uma operação de emaranhamento.
A medição de Bell é o passo crucial no teletransporte quântico. O resultado de uma medição de Bell é utilizado pelo co-conspirador para reconstruir o estado original de uma partícula teleportada a partir da metade de um par emaranhado (o "canal quântico") que foi previamente compartilhado entre os dois extremos.
Experimentos que utilizam as técnicas chamadas  de "evolução linear, medição local"  não podem realizar uma medição de estado de Bell completa. A evolução linear significa que a detecção de aparelhos age em cada partícula de forma independente do estado ou da evolução dos outros, e medição local significa que cada partícula está localizada em um determinado detector registrando um "clique" para indicar que uma partícula foi detectada. Tais dispositivos podem ser construídos, por exemplo, a partir de espelhos, divisores de feixe, e placas de onda; e são atraentes desde uma perspectiva experimental, porque eles são fáceis de usar e têm uma secção transversal muito medivel.
Para o emaranhamento em uma única variável de qubit , apenas três classes distintas de quatro estados de Bell são distinguíveis usando tais técnicas óptico lineares. Isso significa que dois estados de Bell não podem ser distinguidos um do outro, limitando a eficiência de protocolos de comunicação  quânticos, tais como teletransporte. Se um estado de Bell é medido a partir desta classe ambígua , o evento de teletransporte falha.
Partículas emaranhadas em várias variáveis qubit, tais como (para sistemas fotônicos) polarização e um subconjunto de dois elementos de  estados de momento angular orbital, permitem que o experimentador trace sobre uma variável e alcance uma medição completa de estado de Bell no outro. Aproveitar os chamados sistemas hyper-enmaranhados tem, portanto, uma vantagem para teletransporte. Ele também tem vantagens para outros protocolos, tais como codificação superdensa, no qual o hyper-emaranhamento aumenta a capacidade do canal.
Em geral, para o hyper-emaranhamento em  variáveis, pode-se distinguir, no máximo,  classes de  estados de Bell  usando técnicas óptico-lineares.

## Correlações dosestados de Bell
Medições independentes feitas em dois qubits que estão emaranhados em estados de Bell,  mostram correlacionamento perfeito e positivo se cada qubit é medido na base relevante. Para o  estado, isso significa selecionar a mesma base para ambos qubits. Se um experimentador escolheu para medir ambos qubits em um  estado de Bell usando a mesma base, os qubits iriam aparecer positivamente correlacionados ao medir na base, anti-correlacionados na base e parcialmente (probabilisticamente) correlacionados em outras bases.
As correlações podem ser entendidas através da medição de ambos os qubits na mesma base e observando resultados perfeitamente anticorrelacionados. Mais geralmente, pode ser entendido medindo o primeiro qubit na base o segundo qubit na base e observando resultados perfeitamente correlacionados.